# Pristimantis duende
Pristimantis duende är en groddjursart som först beskrevs av Lynch 200.  Pristimantis duende ingår i släktet Pristimantis och familjen Strabomantidae. IUCN kategoriserar arten globalt som otillräckligt studerad. Inga underarter finns listade i Catalogue of Life.